# Zakręcie (Gniewczyna Łańcucka)
Zakręcie – osada wsi Gniewczyna Łańcucka w Polsce położona w województwie podkarpackim, w powiecie przeworskim, w gminie Tryńcza, w sołectwie Gniewczyna Łańcucka.
W latach 1975–1998 osada położona była w województwie przemyskim.
Zakręcie jest położone na zachodnim krańcu Gniewczyny Łańcuckiej od południowej strony Wisłoka, stanowiące integralny ciąg zabudowań ze Świętoniową i obejmuje 78 domów.
Przez Zakręcie przebiega Autostrada A4, przedzielająca je na część wschodnią (55 domy) i część zachodnią (23 domy). W południowej części Zakręcia znajduje się zalew rekreacyjny o pow. 30 ha.